# エデン・パストラ

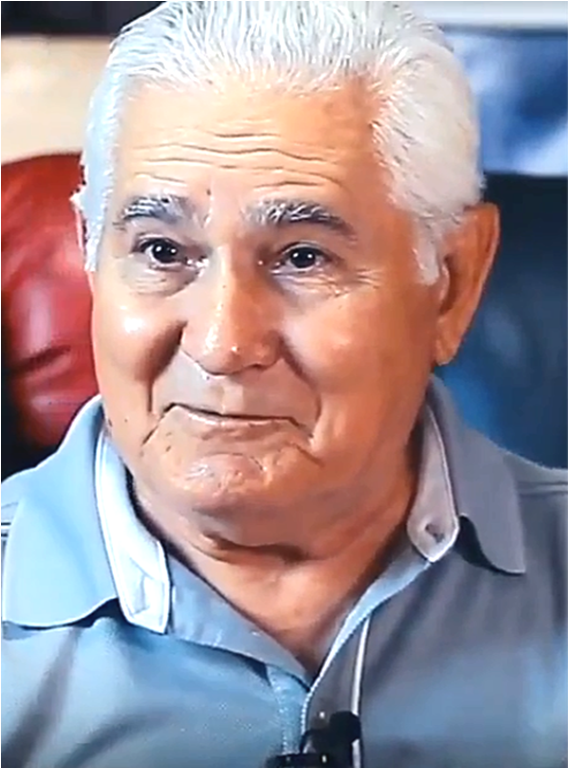
エデン・パストラ

エデン・アナスタシオ・パストラ・ゴメス(Edén Atanacio Pastora Gómez、1937年1月22日 - 2020年6月13日、あるいは6月16日)は、ニカラグアの政治家。2006年のニカラグア大統領選挙に出馬したが、第五位の得票で落選した。

## 来歴
マナグア近郊のダリオ市(Ciudad Darío)生まれ。ソモサ王朝時代に独裁体制に反抗してサンディニスタ民族解放戦線(FSLN)に入党し、ゲリラ戦士として行動した。
1978年8月22日、首都マナグアの国家宮殿(Palacio Nacional)襲撃事件を指揮した。政府閣僚や国会議員、アナスタシオ・ソモサ・デバイレの甥などおよそ500人を捕虜にして仲間の解放と身代金を要求し、60人近いサンディニスタの政治犯は釈放され、国民への再会を約束してキューバに亡命した。
この事件は国民に熱狂的な支持を受け、彼は以降「ゼロ司令官」(Comandante Cero)と呼ばれるようになる。これはサンディニスタ革命に直接繋がった。
しかし、サンディニスタ革命が成功すると、革命政権の急速な左傾化に失望し、1981年7月にニカラグアを脱出した。CIAの指導するコントラの一員となって民主革命同盟(ARDE)を率い、コスタリカからニカラグア革命政権への越境攻撃を仕掛けた。その後ARDEを辞して帰国。
1984年5月30日、ラ・ペンカにおいて爆弾テロに遭い負傷、その際に外国人ジャーナリスト3人と一般市民4人が巻き添えで死亡した。犯人はCIA（コントラを裏切ったことに対する報復）とも、サンディニスタ政府（あくまで反政府活動家であると見做して暗殺を謀ったもの）とも言われている（英語版La Penca bombingの記事を参照）。
その後、コスタリカ国境の近くのサン・ホアン川に面したサン・フアン・デ・ニカラグアで鮫の魚釣企業を経営していた。2010年にはサンディニスタと和解し、ダニエル・オルテガ政権の閣僚の地位を与えられコスタリカとの国境紛争において重要な役割を果たした。それによってコスタリカ政府から提訴されている。
2020年6月13日、首都マナグアの軍事病院にて、2019新型コロナウイルス（COVID-19）が原因とみられる気管支肺炎のため死去したと報じられた。だが、その後、LA PRENSA誌は海外に住む息子の証言としてまだ生存していると報道。改めて6月16日に心臓発作で死んだと公表された。83歳没。